# .as
.as је највиши Интернет домен државних кодова (ccTLD) за Америчку Самоу. Администрацијом овог домена се бави AS регистар домена.
Нема ограничења по питању националности регистраната и многа .as имена су регистровали и користе појединци, компаније и организације који немају везе са Америчком Самоом. "AS" или "A/S" је суфикс који означава тип компаније у неким земљама укључујући Норвешку и Данску, тако да се овај НИД користи и од оваквих компанија. "As" је такође енглеска реч која је вероватно мотивисала нека хаковања домена као што је pass.as, између осталих.